# Spaghetti Funk
La Spaghetti Funk è un collettivo italiano di artisti hip hop composto principalmente da J-Ax, Raptuz, Space One, DJ Jad, Wlady, Grido, Strano, Thema, Takagi, DJ Enzo e Nico Degni.

## Storia
Il gruppo venne fondato nel 1994 da J-Ax, dal writer Raptuz e dallo storico rapper milanese Space One, ispirati da un'idea di Franco Godi. Inizialmente la crew era più ampia: comprendeva vari esponenti della scena hip hop/funk italiana come gli Articolo 31, i Gemelli DiVersi, Wlady, Space One, DJ Enzo, Chief, Solo Zippo e i Pooglia Tribe.
A caratterizzare questi MC e DJ è dunque la somiglianza di stile, di contenuti e di musica, legata come dicono loro ad una componente funk, oltre che rap. 
Il legame tra tutti gli artisti, nato intorno al 1994, si è rafforzato nel 1998 quando tutti insieme intrapresero un tour per l'Italia, per promuovere l'album Nessuno degli Articolo 31. 
Nel periodo tra il 2006 e il 2012 la SF non era più unita come in passato, gli Articolo 31 stessi, un tempo colonna portante della crew, si erano "sciolti". Alcuni artisti della crew hanno però ripreso lo stile della Spaghetti Funk originale, un esempio ne è Grido dei Gemelli DiVersi e membro della Spaghetti Funk, che, nel 2006 ha pubblicato su Internet una nuova canzone, prodotta da THG dal titolo Standing ovation, parodia del singolo di Fabri Fibra Applausi per Fibra e risposta allo stesso Fibra, responsabile di aver insultato la musica dei Gemelli DiVersi (e di Grido in particolare) nel brano Idee stupide. La Spaghetti Funk si è invece riunita per un nuovo brano contenuto nell'album di Il ritorno di Space One. Il titolo del brano è Amici un cazzo e vede la produzione di THG; al microfono si avvicendano lo stesso Space One insieme a J-Ax, Grido e Thema.
Nello stesso album, nella traccia Piove nero, Space One dissa DJ Jad, che si può considerare, di fatto, fuori dalla crew da dopo lo scioglimento degli Articolo 31: lo dimostra il fatto che nell'ultimo album del rapper neanche una produzione venga affidata a DJ Jad. Il 20 febbraio 2009 esce il nuovo album dei Gemelli DiVersi dal titolo Senza Fine, che vede un nuovo brano targato Spaghetti Funk dal titolo omonimo: a interpretarlo i Gemelli DiVersi al completo, il rapper Space One e J-Ax, che nel pezzo rivendica il suo ruolo di fondatore; il beat è affidato ovviamente al disc jockey THG, che campiona anche la figlia Nicole di pochi anni. Nel 2010 la Spaghetti Funk lavora ad un CD di soli inediti con i beat di DJ Zak e di THG, con le rime di J-Ax, Space One, Grido, Thema e Strano. L'11 settembre 2012 esce Tutto da capo, il nuovo album dei Gemelli DiVersi, e da questo viene estratto lo street video Spaghetti Funk Is Dead, brano che annuncia lo scioglimento del collettivo. Come nel singolo Senza Fine, anche in Spaghetti Funk Is Dead vi è presente anche DJ Zak ai piatti, che esegue vari scratches all'introduzione e alla fine delle canzoni.
Il 12 settembre 2018, in occasione dei suoi 25 anni di carriera, J-Ax annuncia il ritorno degli Articolo 31, colonna portante del collettivo Spaghetti Funk, con una serie di cinque concerti speciali presso il Fabrique di Milano, poi divenuti dieci, nei mesi di ottobre e novembre dello stesso anno.
La crew si riunisce a sorpresa l'8 novembre 2018, proprio in occasione della penultima delle dieci date dei concerti al Fabrique.
Nel dicembre 2022, gli Articolo 31 annunciano una serie di concerti a Maggio 2023 al Forum di Assago. In occasione della reunion, la Spaghetti Funk al completo si esibisce con la canzone "Vai Bello", con la partecipazione sul palco di membri già presenti alla reunion del 2018 come DJ Enzo e altri assenti dagli anni '90 come Posi Argento.

## Discografia

### Partecipazioni
- Dall'album Strade di città degli Articolo 31:
  - Strada Di Città (feat. Chief)
- Dall'album Messa di vespiri degli Articolo 31:
  - Ti Tiro Scemo (feat. Solo Zippo)
- Dall'album Così com'è degli Articolo 31:
  - Latin Lover (feat. Space One)
  - Sono l'M.C. (feat. Solo Zippo)
- Dal CD singolo Il funkytarro degli Articolo 31:
  - Cavalieri senza re (feat. Grido & DJ Wladimiro)
- Dal CD singolo 2030 degli Articolo 31:
  - Spaghetti funk (feat. Grido, Thema & Space One)
- Dall'album Nessuno degli Articolo 31:
  - Buon Sangue Non Mente (feat. Grido)
  - Vai bello (feat. DJ Enzo, Space One, Grido & Thema)
  - Non c'è sveglia (feat. Space One & Thema)
- Dall'album Xché sì degli Articolo 31:
  - Strade Di Città 2000 (feat. Chief & Mia Cooper)
  - Il Mio Consiglio (feat. Thema & Grido)
  - Il Motivo (feat. Strano)
  - Luna park Mentale (feat. Posi Argento)
  - Ouh!! (feat. Space One)
- Dall'album Domani smetto degli Articolo 31:
  - Passa Il Funk (feat. Tony Fine dei Pooglia Tribe, Thema & Space One)
  - Gente Che Spera (feat. Reverendo dei Pooglia Tribe)
  - Due Su Due (feat. Grido)
- Pezzi degli Articolo 31, fuori discografia:
  - Adriano Vacci Piano (feat. Solo Zippo)
- Dall'album 4x4 dei Gemelli DiVersi:
  - Made in Italy (feat. Space One)
  - Cavalieri Senza Re, Pt. II (feat. Articolo 31)
- Dall'album Senza fine 98-09 - The Greatest Hits dei Gemelli DiVersi:
  - Senza fine (feat. J-Ax, Space One & DJ Zak)
- Dall'album Tutto da capo dei Gemelli DiVersi:
  - Spaghetti Funk Is Dead (feat. J-Ax, Space One & DJ Zak)
- Dall'album Tutti contro tutti di Space One:
  - Tutti contro tutti (feat. J-Ax)
  - I primi della Lista (feat. J-Ax)
- Dall'album Il cantastorie di Space One:
  - Colpo di Tacco (feat. Pooglia Tribe)
  - A.A.D.D.S.S. (feat. J-Ax, Thema, Grido & Posi Argento)
  - Non ti sopporto più (feat. Posi Argento)
- Dall'Album Il ritorno di Space One:
  - Amici un cazzo (feat. J-Ax, Grido & Thema)
  - Giusto O Sbagliato (feat. Chief)
  - Vorrei Tenerti Stretta (feat. Strano)
- Dall'album Rap n' Roll di J-Ax:
  - Freedrink (feat. Space One)
- Dall'album Deca Dance di J-Ax:
  - Come Willy l'Orbo (feat. Grido)
- Dall'album Il bello d'esser brutti di J-Ax:
  - The Pub Song (feat. Weedo)
- Dall'album Segnali di fumo di Grido:
  - Gremlins (feat. J-Ax)
- Dall'album Diamanti e fango di Grido:
  - Stelle cadenti (feat. J-Ax)